# Colletotrichum tofieldiae
Colletotrichum tofieldiae är en svampart som först beskrevs av Narcisse Theophile Patouillard, och fick sitt nu gällande namn av Damm, P.F. Cannon & Crous 2009. Colletotrichum tofieldiae ingår i släktet Colletotrichum och familjen Glomerellaceae.   Inga underarter finns listade i Catalogue of Life.